# Dactylopusioides fodiens
Dactylopusioides fodiens is een eenoogkreeftjessoort uit de familie van de Dactylopusiidae. De wetenschappelijke naam van de soort is voor het eerst geldig gepubliceerd in 2004 door Shimono, Iwasaki & Kawai.